# سيات إيبيزا
سيات إيبيزا (بالإنجليزية: SEAT Ibiza)‏ هي سيارة من تصنيع شركة سيات.
إبتداءً من إصدار الجيل الثاني فصاعدًا، شكلت سيات جزءًا من صناعة السيارات الألمانية التي تهتم بمجموعة فولكس فاجن، وجميع أجيال إيبيزا الأخرى، بالإضافة إلى باقي مجموعة طرازات سيات، تم بناؤها على منصات وأجزاء وتقنيات مجموعة فولكس فاجن.
تمتد إيبيزا لخمسة أجيال، من بينها ظهرت لأول مرة مرتين (في أجيالها الثانية والرابعة) منصة جديدة لمجموعة فولكس فاجن. كانوا جميعًا الطراز الأكثر مبيعًا في مجموعة سيات.
إيبيزا متاحة الآن فقط في خمسة أيام باب هاتشباك المتغيرات، وبين عامي 1993 و 2008، الصالون، الكوبيه والعقارات بيعت إصدارات باسم SEAT قرطبة. في عام 2010، تم إطلاق نسخة ملكية تسمى Ibiza ST.

## الجيل الأول (021A ، 1984)
تم الإعلان عن هذا الإصدار، على الرغم من أنه تم إنشاء شكل إيبيزا الكلاسيكي الآن، على أنه «تصميم إيطالي ومحركات ألمانية»: حيث تم تصميم هيكلها من قبل Giorgetto Giugiaro 's Italdesign ، ويتم إعدادها للتصنيع من قبل الشركة المصنعة الألمانية كارمان.كانت مبنية على سيات روندا، وهي سيارة عائلية صغيرة، والتي بدورها كانت تعتمد على فيات ريتمو. تم تطوير علبة التروس ومجموعة نقل الحركة بالتعاون مع Porsche ، وبالتالي سميت بموجب ترخيص System Porsche. على الرغم من تورط بورش المباشر في محركات إيبيزا، إلا أنه بعد دفع إتاوة قدرها 7 علامات ألمانية لكل سيارة تم بيعها إلى بورشه، حصلت سيات على الحق في وضع نقش «نظام بورش» على كتل المحرك.
بحلول الوقت الذي تم فيه تعيين Giugiaro في مشروع Ibiza ، تم رفض اقتراحه السابق للجيل الثاني من Volkswagen Golf من قبل فولكس فاجن. لذلك عندما اقتربت منه سيات باقتراح لمنافس فسيح من فئة سوبر ميني، تم تجسيد هذا المشروع المعين باعتباره الجيل الأول من سيات إيبيزا.
باستخدام السيارات المدمجة كأساس، من حيث الحجم، كان أكبر من معظم سوبيرمينيس مثل فورد فييستا وأوبل كورسا / فوكسهول نوفا، ولكن أقل من أي سيارة عائلية صغيرة مثل فورد اسكورت وأوبل كاديت / فوكسهول أسترا. بدأت سعة الأمتعة من 320 لترًا وزادت إلى 1200 لتر بعد طي المقاعد الخلفية.
تم إطلاقها في سوق المملكة المتحدة في سبتمبر 1985، عندما تم إطلاق العلامة التجارية هناك، جنبًا إلى جنب مع صالون ملقة. انها تنافس إلى حد كبير مع عروض الميزانية مثل هيونداي المهر، وأعطى المشترين الميزانية بديل أكثر حداثة إلى العروض التي عفا عليها الزمن من لادا، سكودا، يوغو و FSO . بعد بداية بطيئة، انتعشت المبيعات ووصلت إلى 10000 في العام بحلول نهاية العقد.
كانت المساحة الداخلية جيدة ولكن التصميم كان غير متخيل إلى حد ما على الرغم من أنه كان معروفًا بوجود تصميم داخلي ملتوي إلى حد ما، يتميز بعدم وجود سيقان التحكم. تم تشغيل المؤشرات بواسطة مفتاح متأرجح، والمصابيح الأمامية بواسطة مفتاح منزلق. يحتوي على ثلاثة مستويات أساسية (L و GL و GLX) مع هياكل من 3 و 5 أبواب وعدة إصدارات مثل Base و Special و Disco و Chrono و Designer و Fashion و SXi وما إلى ذلك. حيث انخفضت مخرجات الطاقة بسبب المزيد متطلبات الانبعاثات الصارمة، تم تطوير إصدار 1.7 لتر من المحرك لإصدار Sportline. للسبب نفسه، تم تطوير إصدار شاحن توربيني بقدرة 109 حصان (80 كيلو واط) من المحرك سعة 1.5 لتر للسوق السويسري وتم تقديمه في مارس 1989.
في غضون ذلك، وقعت سيات بالفعل اتفاقية تعاون مع فولكس فاجن (1982) وفي عام 1986 أصبح صانع السيارات الألماني المساهم الرئيسي في سيات. تلقى Ibiza Mark 1 عملية إعادة تصفيف خفيفة جدًا في أوائل عام 1989 مع عملية تجميل معتدلة في الخارج، وتصميم داخلي جديد تمامًا وأقل جذرية والعديد من التعديلات الميكانيكية. يشار إلى هذا بالسلسلة الثانية، على الرغم من صعوبة تمييزه عن الأصل. الأكثر وضوحًا هو التحول من شبك بلاستيكي أسود مع سبعة قضبان إلى واحد بأربعة شرائط بلون الهيكل، مع تلقي بعض الطرز قوالب جانبية جديدة. كانت المقصورة الداخلية جديدة كليًا، بمقاعد جديدة وعجلة قيادة جديدة، في حين أعيد تصميم علبة التروس بالكامل، وتحسين الفرامل والتوجيه.في ذلك الوقت، كان يتم إنتاج إيبيزا بمعدل 1100 سيارة في اليوم، وبلغ الإنتاج التراكمي نصف مليون.
تم إطلاق عملية إعادة تصفيف أكثر شمولاً في عام 1991 تحت اسم New style ، على الرغم من أنه يتم الآن تطوير إيبيزا الجديدة كليًا.
في العام التالي، في فبراير 1992، أطلقت سيات إيبيزا «سيري أوليمبيكا» للاحتفال بمشاركة سيات في دورة الألعاب الأولمبية لعام 1992 في برشلونة كراعٍ، وأصبحت سيات إيبيزا إم كيه 1 مع سيات توليدو إم كيه 1 السيارات الرسمية للألعاب. كانت نسخة السيدان الأكبر سيات مالقة أقرب إلى سيات روندا، على الرغم من أنها تشترك في المحركات مع إيبيزا.

### مواصفات المحرك
كانت جميع المحركات عبارة عن وحدات ذات أربع أسطوانات مستقيمة، ومثبتة أمامية عرضية:
```
كان للمحركين سعة 0.9 لتر و 1.2 لتر مكربن، وكذلك المحرك سعة 1.5 لتر بقوة 85 حصانًا، بينما كان المحرك سعة 1.5 لترًا 90 حصانًا و 1.7 لترًا المحركات، التي تم تقديمها في عام 1989، تستخدم أنظمة حقن أحادية النقطة. 1.5 لتر 100 حصان، تم طرحه في عام 1988، كان لديه حقن وقود متعدد النقاط. كان محرك الديزل سعة 1.7 لتر وحدة حقن غير مباشرة.
```

### رياضة السيارات
شاركت سيات إيبيزا إم كيه 1 في العديد من أحداث الراليات وشكلت الأساس الذي تم على أساسه تنظيم Campeonato سيات إيبيزا دي رالييس من قبل قسم سيات سبورت في عام 1985، ومع ذلك، فإن أكثر إصدارات الراليات شهرة كانت هي محرك الدفع الرباعي Ibiza Bimotor ، تم تصنيعها عام 1986 ومزودة بمحركين يوفر كل محرك الطاقة للمحور الأمامي والخلفي على التوالي.

### ريبادجيس
في عام 1997، تم شراء رخصة تصميم Ibiza Mk1 من قبل مشروع مشترك بين شركة صناعة السيارات الصينية Nanjing Automobile Group ومجموعة ليون الماليزية. ودخلت الإنتاج في يونيو 1999، والنسر، وإعادة بنائه و rebadged في نانجينغ يويجين Soyat في وقت متأخر من عام 2003.إنتاج إيبيزا الصينية جاءت إلى حد نهائي في عام 2008.

## الجيل الثاني (6k ، 1993)
كان (Ibiza Mk2 (Typ 6K أول جيل من إيبيزا تم تطويره وإنتاجه بالكامل تحت ملكية مجموعة فولكس فاجن. كان يعتمد على منصة MK3 Golf المعدلة.
كانت إيبيزا متوفرة بثلاثة وخمسة أبواب، وكان طراز الصالون / الكوبيه يُعرف باسم سيات قرطبة، وكانت الحوزة تُعرف باسم سيات قرطبة فاريو. كانت إيبيزا بانتظام السيارة الأكثر مبيعًا في إسبانيا وبيعت بشكل جيد نسبيًا في بقية أوروبا، مما ساعد سيات على زيادة أرقام مبيعاتها بشكل كبير من عام 1993 فصاعدًا.
في الداخل، تشترك إيبيزا 6K Pre-Facelift في نفس لوحة القيادة مع العديد من الطرز الأخرى من سيات وفولكس فاجن، مثل SEAT Córdoba Mk1 و Volkswagen Polo Classic و SEAT Inca و Volkswagen Polo Mk3 إلخ.